# Kalinka János
Kalinka János (Rózsahegy, 1576. – Besztercebánya, 1640.) evangélikus lelkész, Kalinka Joakim édesapja.

## Élete
Rózsahegyen, majd Trencsénben tanult, később pedig Wittenbergben. Miután hazatért, előbb Trencsénben, ezt követően pedig már 1600 előtt Rózsahegyen volt rektor. Ugyanitt megválasztották másodpapnak is. Ezután Teplán (Trencsén vármegye), 1607-től Radványban volt lelkész. Részt vett az 1626. évi konventben. 1630-ban Garamdobóra (Dubován) hívták lelkésznek, itt a zólyomi egyházmegye esperesnek is megválasztotta.

## Műve
- Cum Deo! Justa Cygnea, Seu Exeqvialia Rev. & Nobili Viri D. Johannis Kalinkii ... S. suo loco & tempore recitanda ab eodem Autore bona fide descripta, Anno Dn. M.DC.XXXVIII. ... Trenchinij, 1638. (Fia K. Joakim adta ki.)